# Handbollsligan
Handbollsligan er er den bedste række i håndboldens sverigesturnering for mænd og består af 14 svenske håndboldhold. Den første sæson var i 1931–32. Sæsonen ender med en play-off og en finale.

## Klubber 2016–17
| Hold             | By           | Stadion                | Stadion-kapacitet |
| ---------------- | ------------ | ---------------------- | ----------------- |
| Alingsås HK      | Alingsås     | Estrad Arena           | 2.800             |
| Eskilstuna Guif  | Eskilstuna   | Eskilstuna Sporthall   | 2.601             |
| Hammarby IF      | Stockholm    | Eriksdalshallen        | 2.600             |
| IFK Ystad        | Ystad        | Ystad Arena            | 2.500             |
| H 43 Lund        | Lund         | FFS Arena              | 3.000             |
| IFK Kristianstad | Kristianstad | Kristianstad Arena     | 5.012             |
| Lugi HF          | Lund         | FFS Arena              | 3.000             |
| HK Malmö         | Malmö        | Baltiska Hallen        | 4.000             |
| Redbergslids IK  | Göteborg     | Lisebergshallen        | 2.000             |
| Ricoh HK         | Stockholm    | Solnahallen            | 1.700             |
| IFK Skövde       | Skövde       | Arena Skövde           | 2.516             |
| IK Sävehof       | Partille     | Partillebohallen       | 2.000             |
| Ystads IF HF     | Ystad        | Ystad Arena            | 2.400             |
| HK Aranäs        | Kungsbacka   | Aranäshallen           | 1.570             |
| HIF Karlskrona   | Karlskrona   | Karlskrona idrottshall | 1.400             |

## Mestre
| - 1931–32 – Flottans IF Karlskrona - 1932–33 – Redbergslids IK - 1933–34 – Redbergslids IK - 1934–35 – Majornas IK - 1935–36 – SoIK Hellas - 1936–37 – SoIK Hellas - 1937–38 – Västerås IK - 1938–39 – Uppsala Studenters IF - 1939–40 – Majornas IK - 1940–41 – IFK Kristianstad - 1941–42 – Majornas IK - 1942–43 – Majornas IK - 1943–44 – Majornas IK - 1944–45 – Majornas IK - 1945–46 – Majornas IK - 1946–47 – Redbergslids IK - 1947–48 – IFK Kristianstad - 1948–49 – IFK Lidingö - 1949–50 – IK Heim - 1950–51 – AIK Handboll - 1951–52 – IFK Kristianstad - 1952–53 – IFK Kristianstad - 1953–54 – Redbergslids IK - 1954–55 – IK Heim - 1955–56 – Örebro SK - 1956–57 – Örebro SK - 1957–58 – Redbergslids IK - 1958–59 – IK Heim - 1989-60 – IK Heim | - 1960–61 – Vikingarnas IF - 1961–62 – IK Heim - 1962–63 – Redbergslids IK - 1963–64 – Redbergslids IK - 1964–65 – Redbergslids IK - 1965–66 – IS Göta - 1966–67 – Vikingarnas IF - 1967–68 – IF Saab - 1968–69 – SoIK Hellas - 1969–70 – SoIK Hellas - 1970–71 – SoIK Hellas - 1971–72 – SoIK Hellas - 1972–73 – IF Saab - 1973–74 – IF Saab - 1974–75 – HK Drott - 1975–76 – Ystads IF - 1976–77 – SoIK Hellas - 1977–78 – HK Drott - 1978–79 – HK Drott - 1979–80 – Lugi HF - 1980–81 – Vikingarnas IF - 1981–82 – IK Heim - 1982–83 – IK Heim - 1983–84 – HK Drott - 1984–85 – Redbergslids IK - 1985–86 – Redbergslids IK - 1986–87 – Redbergslids IK - 1987–88 – HK Drott - 1988–89 – Redbergslids IK | - 1989–90 – HK Drott - 1990–91 – HK Drott - 1991–92 – Ystads IF - 1992–93 – Redbergslids IK - 1993–94 – HK Drott - 1994–95 – Redbergslids IK - 1995–96 – Redbergslids IK - 1996–97 – Redbergslids IK - 1997–98 – Redbergslids IK - 1998–99 – HK Drott - 1999-00 – Redbergslids IK - 2000–01 – Redbergslids IK - 2001–02 – HK Drott - 2002–03 – Redbergslids IK - 2003–04 – IK Sävehof - 2004–05 – IK Sävehof - 2005–06 – Hammarby IF - 2006–07 – Hammarby IF - 2007–08 – Hammarby IF - 2008–09 – Alingsås HK - 2009–10 – IK Sävehof - 2010–11 – IK Sävehof - 2011–12 – IK Sävehof - 2012–13 – HK Drott - 2013–14 – Alingsås HK - 2014–15 – IFK Kristianstad - 2015–16 – IFK Kristianstad - 2016–17 – IFK Kristianstad |